# Copa Dubai
O Mohammed bin Rashid Internacional Football Championship, mais conhecida como Copa Dubai (inglês: Dubai Cup), foi um torneio amistoso organizado nos anos de 2007 e 2008 com algumas equipes do futebol mundial.
A copa era disputada em quatro partidas realizadas no Dubai Sports City e entrega premiação milionária às equipes que a disputam. Estava prevista também a construção de um grande estádio, batizado de State-of-the-Art Dubai Sports City Stadium para os próximos campeonatos.
O esporte foi substituído por turfe e hoje a Copa Dubai é a competição de cavalos mais rica do mundo.

## Lista de campeões
| Ano           | Campeão       | Resultado          | Vice-campeão            |
| ------------- | ------------- | ------------------ | ----------------------- |
| 2007 Detalhes | Benfica       | 0 - 0 (5 - 4 G.P.) | Lazio                   |
| 2008 Detalhes | Internacional | 2 - 1              | Internazionale de Milão |

### Títulos por equipe
| Clube          | Títulos | Vices |
| -------------- | ------- | ----- |
| Benfica        | 1       | 0     |
| Internacional  | 1       | 0     |
| Internazionale | 0       | 1     |
| Lazio          | 0       | 1     |

### Títulos por país
| Estado   | Títulos | Vices |
| -------- | ------- | ----- |
| Brasil   | 1       | 0     |
| Portugal | 1       | 0     |
| Itália   | 0       | 2     |